# Proceso primario y proceso secundario
El proceso primario y el proceso secundario, aluden a:

...los dos modos de funcionamiento del aparato psíquico, tal como fueron descritos por Freud. Pueden ser radicalmente distinguidos:

a) desde el punto de vista tópico: el proceso primario caracteriza el sistema inconsciente, mientras que el proceso secundario caracteriza el sistema preconsciente-consciente.

b) desde el punto de vista económico-dinámico: en el caso del proceso primario, la energía psíquica fluye libremente, pasando sin trabas de una representación a otra según los mecanismos del desplazamiento y de la condensación; tiende a recatectizar plenamente las representaciones ligadas a las experiencias de satisfacción constitutivas del deseo (alucinación primitiva). En el caso del proceso secundario, la energía es primeramente «ligada» antes de fluir en forma controlada; las representaciones son catectizadas de una forma más estable, la satisfacción es aplazada, permitiendo así experiencias mentales que ponen a prueba las distintas vías de satisfacción posibles.

La oposición entre proceso primario y proceso secundario es correlativa de la existente entre principio de placer y principio de realidad.
Jean Laplanche y Jean-Bertrand Pontalis: Diccionario de psicoanálisis